# 海馬島 (猿払村)
海馬島（とどじま、とどしま）は、北海道宗谷郡猿払村に属する島。

## 概要
2つの岩礁によって構成された無人島であり、浜鬼志別漁港の北方に位置し、海岸から約2キロメートル沖に存在する。トド岩とも呼ばれる。
海馬島の近海は船の遭難が多く「魔の暗礁」とされており、1939年にはソビエト連邦の船舶インディギルカ号が座礁し沈没している。浜鬼志別に建設された浜鬼志別灯台には、海難を防ぐために海馬島照射灯が併設されている。

## トドの回遊
島周辺はトドの回遊や上陸場として重要な沿岸域であることから「生物多様性の観点から重要度の高い海域」に選定されている。
1970年代、トドは漁業者にとって漁具を壊して網の中の魚を食べる厄介な存在であり「海のギャング」扱いされていた。このため冬場になると漁協から依頼されたハンターがトドの駆除を行っており、1975年頃には猿払村一帯で年間約100頭が仕留められていた。
1980年代に行われた調査によると、当時の島は道内で最も多くのトドが上陸する場所であり、多い時には150頭のトドが確認されていた。昔は400頭から500頭ものトドが島に集まっていたとの証言もある。
しかし2006年の時点ではほとんど見られなくなっているとされ、2014年刊行の『猿払村史』においても、「このごろは余りトドの姿も見られなく」なったため「今では懐かしい」という村民の言葉が記録されている。

## 歴史
安政5年（1848年）の調査記録である松浦武四郎の「手控」では、「ヲニシベツ」という地名について沖に島があり「是に朝早くにても必ずよりものが有ると云わけのよし」という語源説を記している。著書『西蝦夷日誌』においても、沖に岩島があって「是へ朝々より物が有を早く見る義より号し」との語源説を載せている。ただしこれが海馬島を指しているのかは判然としない。
1896年発行の『北海道地形図』では、海馬島が名称とともに記載されている。1898年刊行の『日本水路誌』には「海馬（）島」について、2つの「低岩」によって構成され「南岩」の最高標高は9フィートとしている。1909年刊行の『大日本地名辞書 続編』では、「鬼主（）」から1海里の距離に「海馬（）島」があるとしている。1930年発行の海図では"Todo Sima"と英字表記されている。1937年刊行の『北海道宗谷郡猿払村勢要覧』では、海馬島として3つの島を描き大きい島の南に小さな島を2つ記載している。
1939年（昭和14年）12月12日午前2時頃、ソビエト連邦の客貨船インディギルカ号が悪天候の中漂流中に海馬島に座礁、少し流されてから沈没した。429人が救助されたものの700人近くが死亡・行方不明。
日本の排他的経済水域の外縁を決める島の一つであるが、無主の国境離島であったため2016年に国有財産台帳への登載が行われた。